# Real venezolano
El real fue la primera moneda de curso legal de Venezuela hasta 1843.

## Historia
Hasta 1821, el real español fue distribuido en Venezuela. En 1802, se abrió una casa de moneda en Caracas y se emitieron monedas en denominadas en reales hasta 1821. El papel moneda fue introducido en 1811 denominados en reales y pesos. El real colombiano fue distribuido en Venezuela desde 1821, con algunas monedas acuñadas en Caracas. En 1837, el real colombiano fue sustituido por el peso colombiano (subdividido en 8 reales), a su vez el real venezolano, que poseía paridad con el real de Colombia, fue reemplazado por el peso de Venezuela (subdividido en 10 reales) en 1843. Las últimas monedas denominadas en reales fueron acuñadas en 1863.
Al implantarse el bolívar como moneda nacional, el nombre real quedó sólo como denominación de la moneda de 50 céntimos.
En el argot coloquial del español venezolano, es común emplear la palabra real (o más comúnmente en plural los reales) para referirse al dinero en general.

## Monedas
Desde 1802, se emitieron monedas de 1/8 y 1/4 de real en cobre. En 1810 se emitieron también monedas de 1 y 2 reales, éstas acuñadas en plata. En 1812, el gobierno republicano emitió, en cobre, monedas de 1/8, y 1/4 de real, y monedas de plata de 1/2 y 1 real. Desde 1813, las provincias de Guayana y Maracaibo emitieron monedas de 1/8 y 1/4 de real en cobre. Los Realistas emitieron en plata monedas de 1, 2 y 4 reales entre 1817 y 1821. Durante ese período Venezuela fue parte de la Gran Colombia, las monedas de plata de 1/4 de real fueron acuñadas en Caracas.